# Barisey-la-Côte
Barisey-la-Côte és un municipi francès situat al departament de Meurthe i Mosel·la i a la regió del Gran Est. L'any 2007 tenia 182 habitants.

## Demografia

### Població
El 2007 la població de fet de Barisey-la-Côte era de 182 persones. Hi havia 76 famílies, de les quals 20 eren unipersonals (8 homes vivint sols i 12 dones vivint soles), 32 parelles sense fills i 24 parelles amb fills.
La població ha evolucionat segons el següent gràfic:
Habitants censats

### Habitatges
El 2007 hi havia 86 habitatges, 77 eren l'habitatge principal de la família, 7 eren segones residències i 2 estaven desocupats. 79 eren cases i 7 eren apartaments. Dels 77 habitatges principals, 70 estaven ocupats pels seus propietaris i 7 estaven llogats i ocupats pels llogaters; 2 tenien una cambra, 2 en tenien dues, 6 en tenien tres, 23 en tenien quatre i 44 en tenien cinc o més. 65 habitatges disposaven pel capbaix d'una plaça de pàrquing. A 35 habitatges hi havia un automòbil i a 39 n'hi havia dos o més.

### Piràmide de població
La piràmide de població per edats i sexe el 2009 era:
| Homes | Edats   | Dones |
| ----- | ------- | ----- |
| 0     | 95 o +  | 0     |
| 0     | 90 a 94 | 0     |
| 0     | 85 a 89 | 0     |
| 0     | 80 a 84 | 0     |
| 0     | 75 a 79 | 0     |
| 0     | 70 a 74 | 4     |
| 16    | 65 a 69 | 4     |
| 8     | 60 a 64 | 4     |
| 4     | 55 a 59 | 4     |
| 8     | 50 a 54 | 8     |
| 0     | 45 a 49 | 16    |
| 4     | 40 a 44 | 4     |
| 12    | 35 a 39 | 8     |
| 4     | 30 a 34 | 4     |
| 4     | 25 a 29 | 0     |
| 8     | 20 a 24 | 0     |
| 8     | 15 a 19 | 0     |
| 4     | 10 a 14 | 16    |
| 0     | 5 a 9   | 0     |
| 0     | 0 a 4   | 0     |

## Economia
El 2007 la població en edat de treballar era de 119 persones, 89 eren actives i 30 eren inactives. De les 89 persones actives 80 estaven ocupades (46 homes i 34 dones) i 9 estaven aturades (5 homes i 4 dones). De les 30 persones inactives 11 estaven jubilades, 7 estaven estudiant i 12 estaven classificades com a «altres inactius».

### Ingressos
El 2009 a Barisey-la-Côte hi havia 80 unitats fiscals que integraven 196 persones, la mediana anual d'ingressos fiscals per persona era de 18.889 €.

### Activitats econòmiques
Dels 6 establiments que hi havia el 2007, 1 era d'una empresa de fabricació d'altres productes industrials, 1 d'una empresa de comerç i reparació d'automòbils, 1 d'una empresa de transport, 2 d'empreses de serveis i 1 d'una entitat de l'administració pública.
L'any 2000 a Barisey-la-Côte hi havia 4 explotacions agrícoles.

## Poblacions més properes
El següent diagrama mostra les poblacions més properes.